# Nichia
Die Nichia Corporation (日亜化学工業株式会社 Nichia Kagaku Kōgyō Kabushiki kaisha) ist ein japanischer Chemie- und Halbleiterkonzern mit Firmensitz in Anan, Präfektur Tokushima, Japan, und weltweiten Tochtergesellschaften. Er hat sich auf die Produktion und Vertrieb von LEDs, Leuchtstoff, Laser-Dioden, pharmazeutische, magnetische, Batterie- und Beschichtungsmaterialien spezialisiert. Das Unternehmen ist in zwei Bereiche unterteilt, einen für Leuchtstoff und andere Feinchemikalien, während der zweite für LEDs und Laser zuständig ist.
Durch die Erfindung der blauen LED im Jahre 1993 sowie der weißen LED 1996 ist Nichia zu einem der weltgrößten Hersteller von LEDs avanciert und hat zum Erfolg von effizienten Leuchtmitteln beigetragen. Das Unternehmen entwickelt, produziert und vermarktet LEDs für Displays, LCD-Hintergrundbeleuchtungen, den Automobil-Bereich und Beleuchtung mit einer breiten Produktpalette innerhalb des sichtbaren Spektrums, sowie UV-LEDs.
Mit über 9353 Mitarbeitern (Stand: 2023) und zahlreichen Tochtergesellschaften weltweit erwirtschaftete Nichia einen Umsatz von 3,38 Milliarden Euro im Jahr 2023.
Nichia ist einer der größten LED-Lieferanten bei Apple-Produkten. So sind sämtliche iPhones und iPods mit Nichia-LEDs ausgestattet, bei den iPads sind es ca. 50 Prozent.

## Geschichte
Das Unternehmen wurde im Jahre 1956 von Nobuo Ogawa (小川 信雄, 1912–2002) in Aranto-cho, Anan, Tokushima gegründet. Seither ist es immer noch im Mehrheitsbesitz der Ogawa-Familie. Der derzeitige Präsident und CEO ist Hiroyoshi Ogawa.
Im Jahre 1956 begann Nichia mit der Produktion von hochreinen Calcium-Verbundstoffen. Zehn Jahre später kam die Herstellung von Phosphor für Leuchtstofflampen hinzu, der auch in Farbfernsehern Einzug hielt. Ab 1993 folgten LEDs als weiteres erfolgreiches Geschäftsfeld.
Eine der bekanntesten Entscheidungen des Gründers Nobuo Ogawa war es, den Ingenieur und späteren Professor Shuji Nakamura in der Entwicklung von Gallium-Nitrid-basierten LEDs (GaN-LED) zu fördern, was damals als riskant galt. Das Unterfangen stellte sich jedoch mit dem so geschaffenen Durchbruch der LED als großer Erfolg heraus. Shuji Nakamura wurde 2014 für diese Arbeit mit dem Nobelpreis für Physik ausgezeichnet.
Nichia fördert das polnische Unternehmen Ammono, derzeit Weltmarktführer bei der GaN-basierten Herstellung von hochqualitativen bulk C-plane-Substraten mit 2 Zoll Durchmesser, sowie nicht-polaren M-plane, A-plane und semipolaren GaN-Wafern. Nichia finanziert außerdem ein gemeinsames Forschungsprojekt mit Ammono, um ammonothermales GaN zu entwickeln. Im Gegenzug hat Nichia Zugriff auf einen Teil von Ammonos geistigem Eigentum.
Einige Erfindungen von Nichia wurden mit Auszeichnungen wie dem Nikkei Best Product Award ausgezeichnet.

## Wettbewerber
Nichia konkurriert im LED-Bereich mit Firmen wie Osram, Cree, Samsung, Seoul Semiconductor und Lumileds.